# Dipsacus pinnatifidus
Espèce
Classification phylogénétique
Dipsacus pinnatifidus est une espèce du genre Dipsacus et de la famille des Dipsacaceae. Cette plante vivace herbacée est endémique aux montagnes de l'Afrique orientale.

## Description

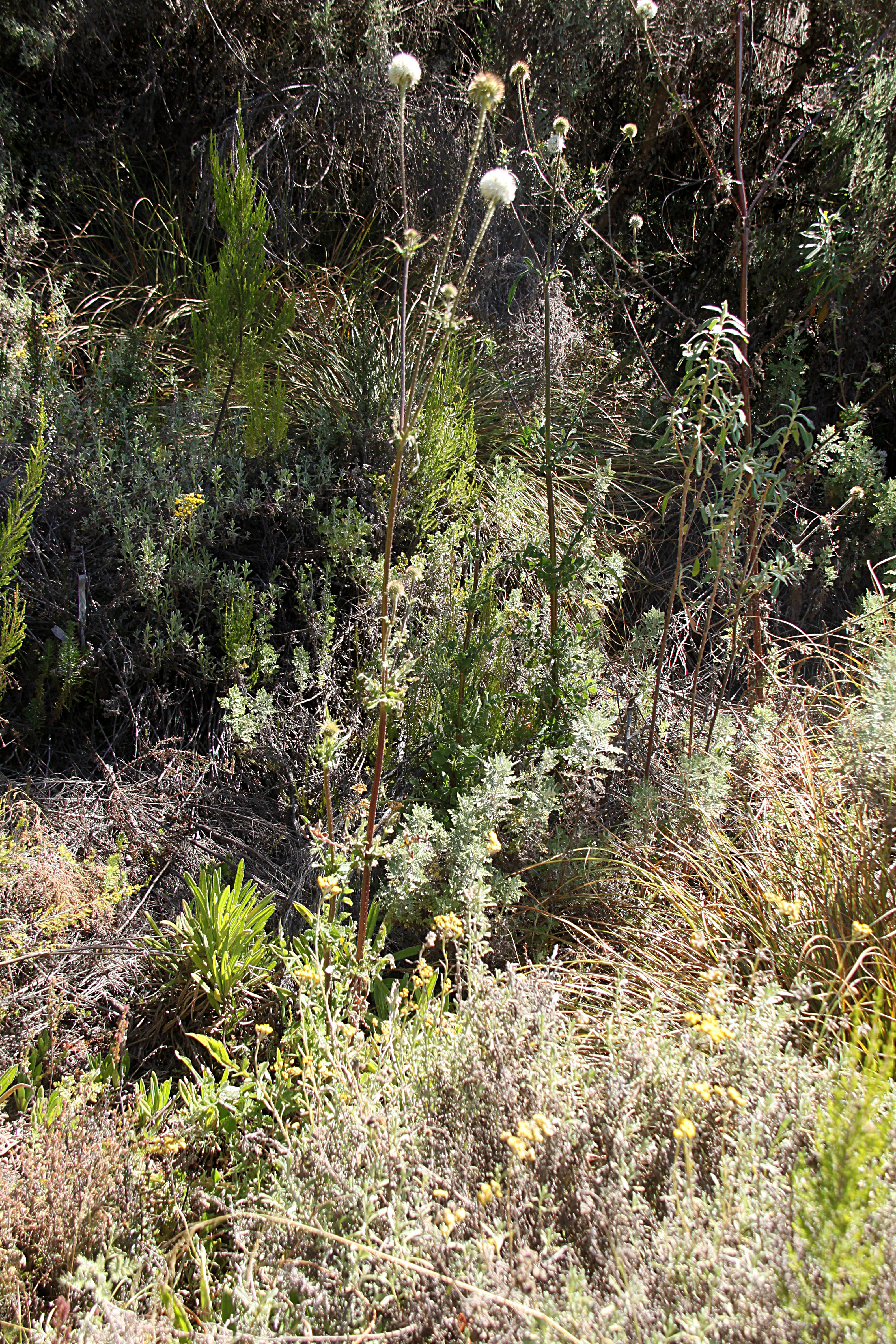
Dipsacus pinnatifidus, vue générale, photographiée au Mont Kenya, plant de 2m de haut

Cette plante vivace mesure de 0.6 à 3 m de haut. Sa tige droite est habituellement solide et anguleuse, rarement cylindrique, acuminée et dont les internoeuds inférieurs sont pubescents. Les feuilles sessiles mesurent 5 cm sur 20 et sont lancéolées, arrondies sur le bas, dentées et glabres, les feuilles caulinaires étant sub-sessiles. Les inflorescences terminales sont constituées d'un à plusieurs capitules sur un pédoncule en aiguillon ressemblant à la tige. Ces capitules sont pubescents au-dessous et mesurent 2,5-4 cm de diamètre. Des inflorescences latérales sont fréquemment plus développées sur des plantes plus âgées et plus trapues. Les capitules sont complètement acuminés et composés de fleurs tubulées d'un blanc laiteux et au pistil pourpre. Les bractées sont également acuminées, cependant leur longueur est assez variable.

## Écologie
Dipsacus pinnatifidus est présente en Afrique orientale de 2000 à 3 950 m d'altitude. Cette espèce est présente au Kenya (Mont Kenya, Mau area, Olokurto, Mont Nyiru), en Tanzanie (Volcan Ololmoti, Mont Oldeani) et en Ouganda (Mont Moroto, Behungi, mont Elgon).

## Synonymes
- Dipsacus appendiculatus A.Rich.
- Dipsacus schimperi A.Br.
- Dipsacus pinnatifidus var. integrifolius Engl.
- Dipsacus bequaertii De Wild.
- Dipsacus kigesiensis R.Good[1]